# Barvinek
Pour les articles homonymes, voir Barwinek.
Barvinek, en polonais Barwinek (en ukrainien : Барвінок, Barvinok), est un village polonais de la commune de Dukla, dans le Powiat de Krosno (Voïvodie des Basses-Carpates).

## Localisation
Situé dans le sud-est de la Pologne, ce village est proche (environ 1 km) de la frontière avec la Slovaquie. 
Il se trouve à 87 km au sud du chef-lieu de la voïvodie, Rzeszów, et à 15 km de Dukla (par la route 19-E371) ; à 32 km de Krosno. 

## Histoire
Durant le soulèvement de la Confédération de Bar (1768-1772), Barwinek est en 1769 le point de départ d'une expédition menée par Casimir Pulaski contre l'armée russe ; des batailles ont lieu à Krosno et à Iwla, autre village de la commune de Dukla.